# Essenhof (Dordrecht)

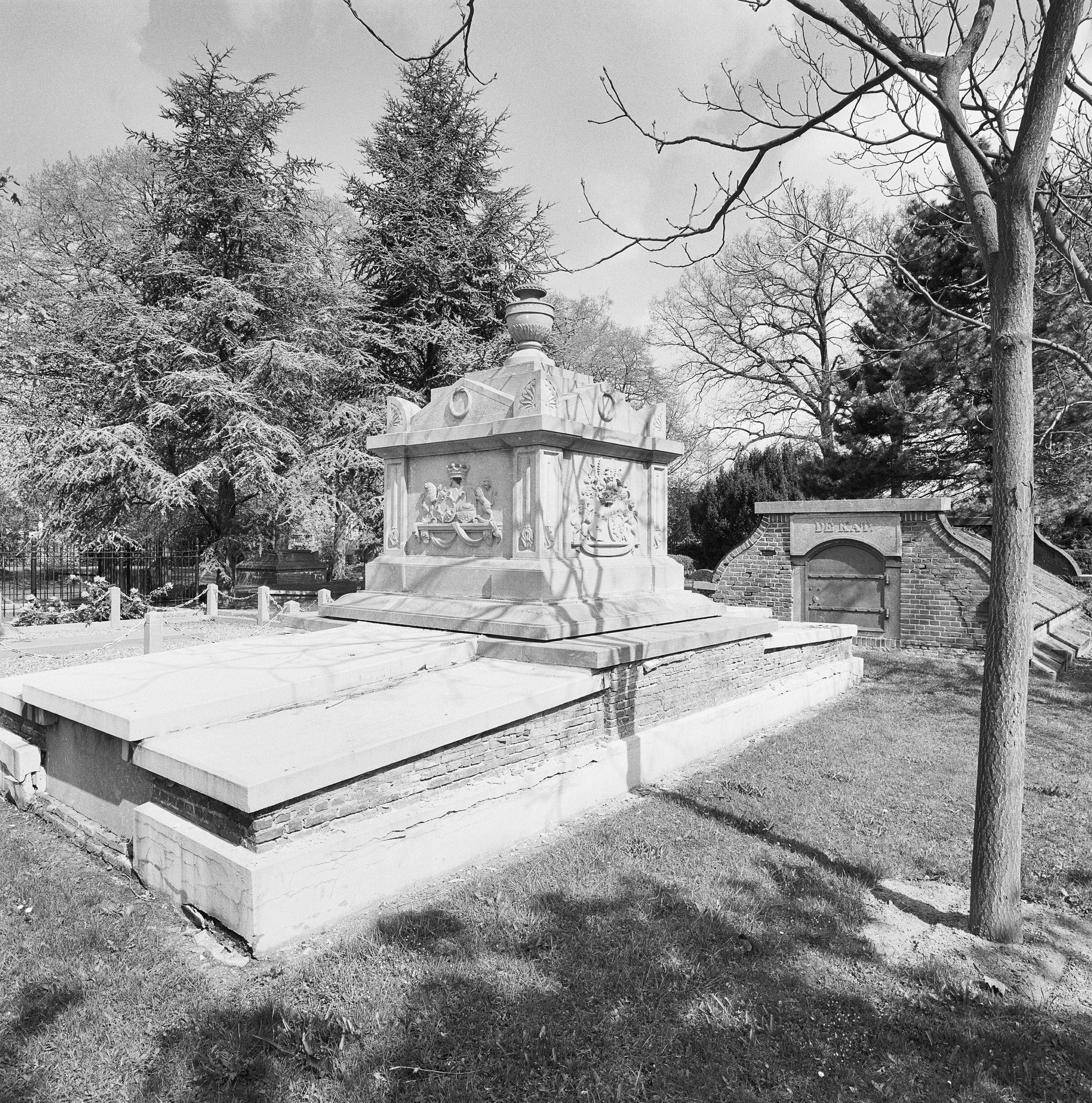
Grafmonument op Essenhof

Essenhof is een algemene begraafplaats in de stad Dordrecht, in de Nederlandse provincie Zuid-Holland. 

## Geschiedenis
Tot de 19e eeuw werden de Dordtse doden begraven in de kerk of in het kerkhof ernaast, onder andere bij de laatmiddeleeuwse Grote of Onze Lieve Vrouwekerk, de Augustijnerkerk en de Nieuwekerk. In 1829 werd het begraven in de kerk verboden. Johanna Lugten was de laatste die op 27 juni 1829 in de Onze Lieve Vrouwekerk werd begraven .
Op 14 maart 1828 kocht de gemeente het landgoed Het Blauwhuis aan de Dubbeldamseweg aan om er een begraafplaats aan te leggen. De voormalige dienstwoning (1802) gaf onderdak aan de beheerder van de begraafplaats. Op 1 juli 1829 werd bleker Lambert van Ooijen als eerste op de nieuwe begraafplaats begraven.
In 1860 werd een spoorlijn naast de begraafplaats aangelegd en in de loop van de jaren breidde de stad uit in de richting van de begraafplaats. Op het oudste deel van de begraafplaats zijn onder meer grafmonumenten en grafkelders te vinden van de families Van der Dussen, De Kat, De Jonckheere en De Roo van Capelle. Rond 1869 werd aan de Achterweg (thans Nieuweweg), die de zuidoostkant van de Essenhof begrenst, de Joodse begraafplaats aangelegd.
In 1938 werd op de Essenhof door architect A.J. Argelo een aula in neobarokke stijl gebouwd. Sinds 1988 is er een nieuwe uitvaartcentrum met aula en crematorium. De Thuredrith aula is na een renovatie in 2010 in gebruik als tweede aula. 

## Hier begraven
- C. Buddingh' (1918-1985), dichter
- Herman Cornelis Jorissen (1874-1959), architect
- Leendert Keesmaat (1911-1941), verzetsstrijder
- Hans Petri (1919-1996), kunstenaar
- Adri van de Ven (1872-1935), zanger
- Pieter Johannes Veth (1814-1895), geograaf, etnoloog en historicus
- Gijsbert Isaak de Vries (1822-1905), muzikant
- Bouke Ylstra (1933-2009), beeldend kunstenaar

Op Essenhof is een Erehof aangelegd, waarbij het monument De vallende man van Cor van Kralingen is geplaatst. In 2023 werd op de begraafplaats een monument onthuld ter herinnering aan Barend Katan (1905-1943), de laatste rabbijn van Dordrecht.

## Rijksmonument
De Algemene Begraafplaats Essenhof, met toegangspartij, dienstwoning, heulbrug en de historische aanleg met padenstelsel, grafvelden, graftekens en aula is een rijksmonument.

## Galerij

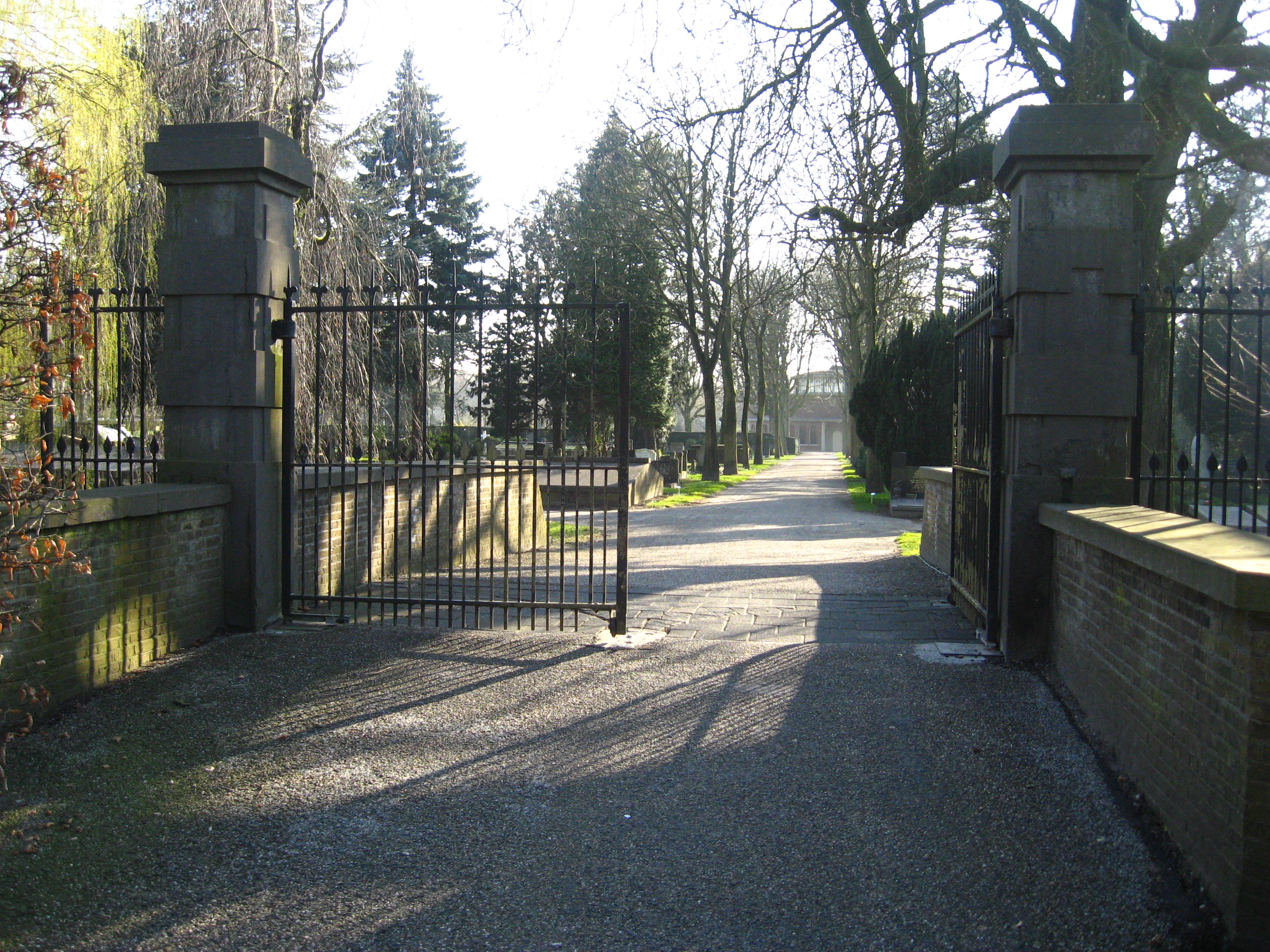
toegangshek
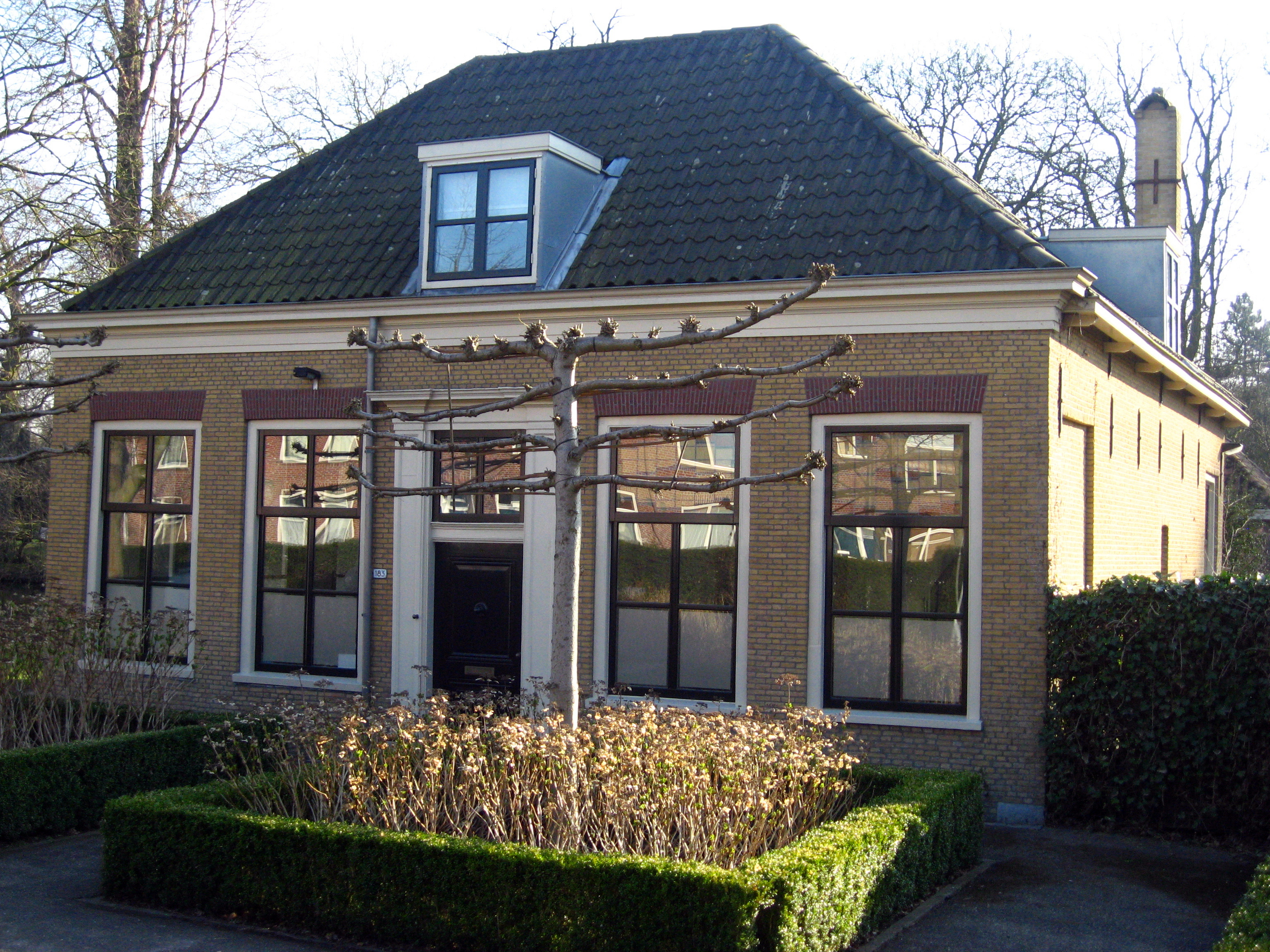
voormalige dienstwoning
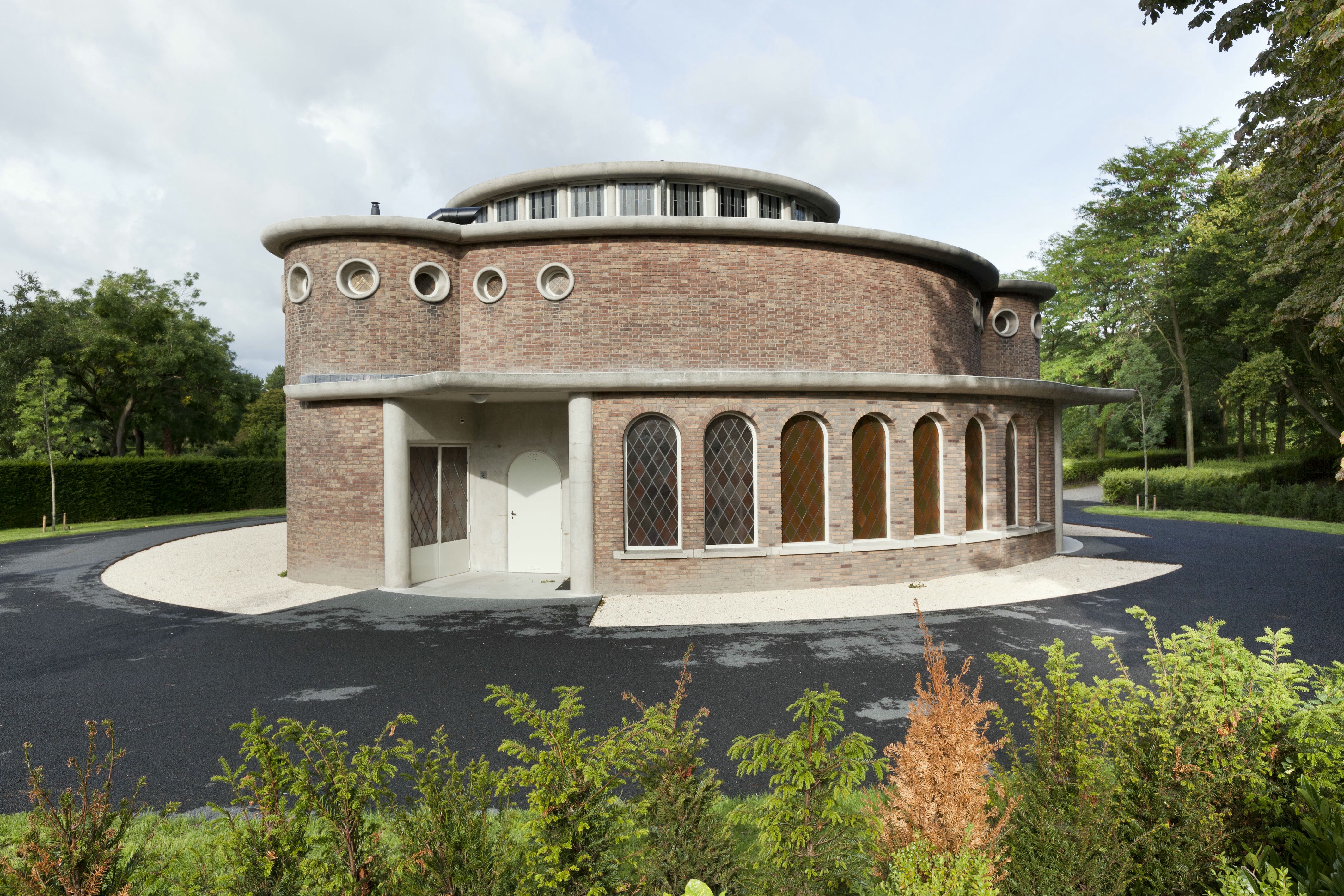
Thuredrith aula (de oude aula)